# 相似铁角蕨
相似铁角蕨（学名：Asplenium consimile）为铁角蕨科铁角蕨属下的一个种。

## 扩展阅读
- 維基物種上的相關：相似铁角蕨